# Arenarba fusca
Arenarba fusca är en fjärilsart som beskrevs av George Francis Hampson 1893. Arenarba fusca ingår i släktet Arenarba och familjen nattflyn. Inga underarter finns listade i Catalogue of Life.